# بطمون ما بين النهرين
بطمون ما بين النهرين (الاسم العلمي:Potamon mesopotamicum) هو نوع من قشريات يتبع جنس البطمون من فصيلة البطمونات.